# Tyke Tykesson
Tyke Tykesson, född 1962 och uppvuxen i Höör och Vittsjö, är arkitekt och författare. Sedan 2002 arbetar han vid Malmö Stadsbyggnadskontor, men han har varit aktiv som arkitekt i Malmö sedan 1989. Tykesson läste arkitektur i Lund och Glasgow och har studerat konstvetenskap och idéhistoria vid Lunds universitet. Han har undervisat i arkitekturhistoria vid Malmö Högskola och Lunds Tekniska Högskola och föreläser om Malmös arkitekturhistoria.
Tykesson har två gånger, 1997 och 2010, (tillsammans med Björn Magnusson Staaf) erhållit Lengertz litteraturpris av Skånes hembygdsförbund.
Tillsammans med ABF i Malmö har Tykesson tidigare lett en studiecirkel som kallades Arkitekturspaning.